# 華盛頓鎮區 (內布拉斯加州霍爾縣)
華盛頓鎮區（英語：Washington Township）是位於美國內布拉斯加州霍爾縣的一個行政鎮區。

## 地方資料
華盛頓鎮區的面積為51.79平方千米，當中陸地面積為51.29平方千米，而水域面積為0.50平方千米。根據2020年美國人口普查的數據，當地共有人口1386人，而人口密度為每平方千米26.76人。